# Strijkkwartet nr. 10 (Sjostakovitsj)
Dmitri Sjostakovitsj's Strijkkwartet Nr. 10 in A groot (opus 118) werd geschreven in 1964.
Het werk bestaat uit vier delen:
1. Andante
2. Allegretto furioso
3. Adagio
4. Allegretto